# Gottlieb August Wilhelm Herrich-Schäffer
Pour les articles homonymes, voir Schäffer.
Gottlieb August Wilhelm Herrich-Schäffer est un médecin et un entomologiste allemand, né le 17 décembre 1799 à Ratisbonne et mort le 14 avril 1874 dans cette même ville.
C'est un auteur prolifique qui fait notamment paraître Die Schmetterlinge Europas. Il décrit des papillons récoltés par Josef Johann Mann (en) (1804-1889) et Julius Lederer (1821-1870). Il est fait citoyen d'honneur de la ville de Ratisbonne en 1871.

## Publications
- Die wanzenartigen Insekten. Getreu nach der Natur abgebildet und beschrieben. (Fortsetzung des Hahn’schen Werkes). (Volume 4, 1839 - Volume 9 & Alphabetisches synonymisches Verzeichniss, 1853) F? band. C.H. Zeh, Nbg. 108 pp.1839.
- Die Wanzenartigen Insekten. Getreu nach der Natur abgebildet und beschrieben. Achter band. J.L. Lotzbeck, Nbg. 130 pp.1848.
- Systematische Bearbeitung der Schmetterlinge von Europa, Zugleich als Text, Revision und Supplement zu Jacob Hubner’s Sammlung europäischer Schmetterlinge. (6 Volumes, 1843-1856) Vierter Band. Zünsler u. Wickler. Manz, Regensburg. 288 + 48 pp.1849 See under Jacob Hubner Commons for scans from this work.
- Die Schmetterlinge der Insel Cuba. Corr Bl Zool Min Ver Regensb 22: 147-156.1868.
- Nomenclator entomologicus. Verzeichniss der europäischen Insecten, zur Erleichterung des Tauschverkehrs mit Preisen versehen. Friedrich Pustet, Regensburg 1835-1840
- Index alphabetico-synonymicus insectorum hemiptera heteropterorum. Alphabetisch-synonymisches Verzeichniss der wanzenartigen Insecten. G. J. Manz, Regensburg 1853
- Sammlung neuer oder wenig bekannter aussereuropäischer Schmetterlinge. G. J. Manz, Regensburg 1850-1858
- Neue Schmetterlinge aus Europa und den angrenzenden Ländern. G. J. Manz, Regensburg 1860
- Neuer Schmetterlinge aus dem Museum Godeffroy in Hamburg. Erste Abtheilung: die Tagfalter. Stett. ent. Ztg. 30(1-3): 65-80, pls. 1-4 1869.